# Paus Sergius I
Sergius I (Palermo, 650 ‒ Rome, 8 september 701) was paus van 15 december 687 tot zijn dood in 701.
De exarch van Ravenna was door Paschalis omgekocht om hem als tegenpaus aan te stellen. Paschalis betaalde echter niet en de exarch erkende daarop de wettige paus Sergius en perste deze het geld af. Ook de aartspresbyter Theodorus werd als tegenpaus aangesteld maar deze moest snel het veld ruimen.
Sergius kwam in conflict met keizer Justinianus II toen deze het Concilie van Trullo bijeenriep. Sergius verwierp alle artikelen, waaronder de afwijzing van het celibaat. De keizer wilde Sergius verbannen, maar dit lukte niet.
Sergius I voerde het Agnus Dei in in de mis en hij stelde nieuwe feesten in: Lichtmis, Maria-Geboorte, Maria-Hemelvaart en Maria-Boodschap.
Hij haalde de betrekkingen met Frankrijk aan en wijdde Willibrord, de apostel der Friezen, tot bisschop.
Cursief: tegenpaus